# غزلیات سعدی
غزلیات سعدی مجموعهٔ شعرهایی‌ است که سعدی در قالب غزل سروده و تاکنون چندین تصحیح از آن‌ها به‌وسیلهٔ استادان زبان و ادب فارسی منتشر شده‌ است. سعدی حدود ۷۰۰ غزل دارد. سعدی در سرایش غزلیات، به زبان سنایی و انوری توجه ویژه داشته‌ است. بسیاری از صاحب‌نظران بر این عقیده‌اند که غزل در اشعار سعدی و حافظ به اوج رسیده‌ است.
علی دشتی وجه تمایز سعدی از دیگر غزل‌سرایان را در طنین و ترنمی می‌داند که در اشعار و به‌خصوص غزلیات وی وجود دارد. به تعبیر وی، «موزونی و خوش آهنگی» کلام در غزلیات سعدی به سادگی قابل توصیف نیست و آن را به یک منحنی یا دایره تشبیه می‌کند که در آن پیوستگی واژگان با هیچ زاویه‌ای شکست برنمی‌دارد.

## موضوع

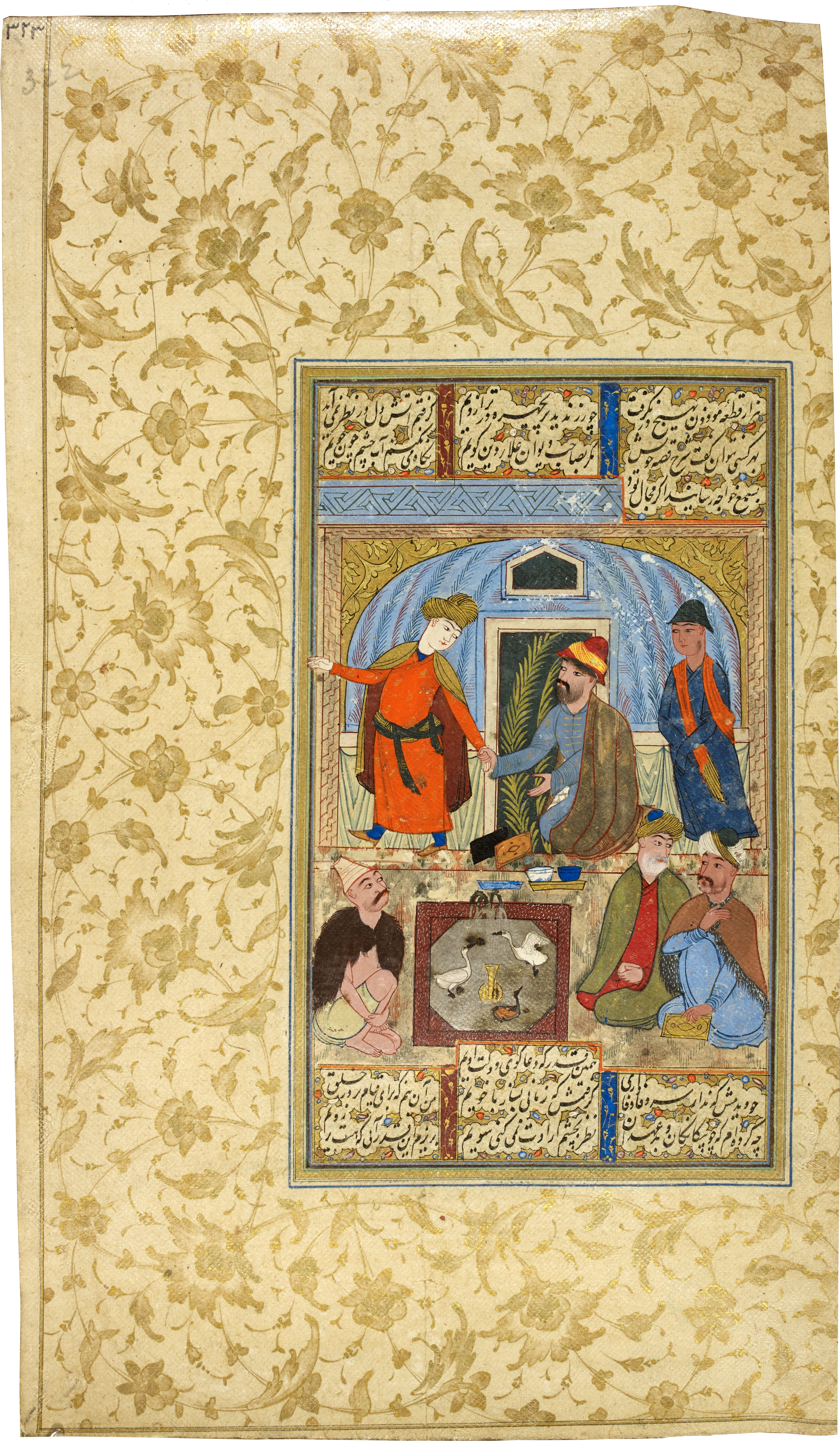
برگی از نسخهٔ خطی غزلیات سعدی، محفوظ در کتابخانهٔ بریتانیا

محور بیشتر غزل‌های سعدی، عشق است. سعدی از معدود شاعرانی است که غزل‌های عاشقانه‌اش از ابتدا تا انتها عاشقانه باقی می‌ماند. غزل‌های عاشقانهٔ سعدی، به سادگی، خلوص و زمینی بودن شهره‌اند. سعدی همچنین در سرایش غزلیات خود، به وزن‌های دوری (اوزان طرب‌انگیز مانند فَعَلاتُ فاعِلاتُن فَعَلاتُ فاعِلاتُن یا مُفتَعِلُن مَفاعِلُن مُفتَعِلُن مَفاعِلُن) توجه ویژه‌ای نشان داده‌ است. علاوه بر غزل‌های عاشقانه، سعدی غزل‌های عارفانه و غزل‌های پندآموز نیز سروده‌ است. فروغی در تدوین کلیات سعدی، غزل‌های پندآموز و عارفانه را از بقیه غزل‌ها جدا کرده و در فصلی مجزا با عنوان مواعظ آورده‌ است.
رشید یاسمی، زبان‌شناس، بر این عقیده است که همه غزل‌های سعدی عارفانه است و تصویر عشق زمینی در اشعار سعدی، وسیله‌ای برای رساندن مفهوم عشق حقیقی اهل تصوف است. اما بسیاری دیگر از صاحب‌نظران از جمله محمدعلی فروغی، همایون کاتوزیان و ضیاء موحد این نظر را رد می‌کنند. حدود ده درصد از غزل‌های سعدی، عرفانی یا شبه‌عرفانی است. اما حتی در این اشعار نیز شور و شعف عارفانه، چنان‌که در غزلیات مولوی هست، وجود ندارد. سیدعلی قاضی طباطبایی، عارف شیعه قرن سیزدهم و چهاردهم، سعدی را اگرچه فردی حکیم و دانشمند می‌دانست، اما معتقد بود که «در اشعار او بویی از عرفان به مشام نمی‌رسد.» وی تنها از غزلی با مطلع «به جهان خرم از آنم که جهان خرم ازوست» به عنوان غزلی «آب‌دار و شیرین» یاد کرده‌ است.

## ساختار کتاب
غزلیات سعدی در چهار کتابِ طیبات، بدایع، خواتیم و غزلیات قدیم گردآوری شده‌ است. غزلیات قدیم را سعدی در دوره جوانی سروده و سرشار از شور و شعف است. خواتیم مربوط به دوران کهن‌سالی سعدی و دربرگیرنده زهد و عرفان و اخلاقیات است. بدایع و طیبات، مربوط به دوران میان‌سالی و پختگی سعدی‌اند؛ هم شور و شعف جوانی و هم زهد و عرفان را در بر می‌گیرند. طیبات و بدایع به لحاظ هنری نیز به دو بخش دیگر برتری دارد.

## آثار منتشر شده با موضوع غزلیات سعدی
«غزلیات سعدی» تصحیح محمدعلی فروغی
«غزل‌های سعدی براساس پنج متن معتبر خطی و دو نسخه مستند چاپی» به اهتمام اسماعیل صارمی و حمید مصدق
«غزلیات سعدی» به همراه اعراب‌گذاری، خوانش صحیح و معنی واژگان دشوار به کوشش رحمت‌اله جباری و امیر راسخی‌نژاد
«غزلیات سعدی» تصحیح بهاءالدین اسکندری‌ارسنجانی
«غزل‌های سعدی» اثر نورالله ایزدپرست (سه جلد)
«غزل‌های سعدی» اثر جلال‌الدین کزازی
«غزلیات سعدی» تصحیح حبیب یغمایی
«گزیده غزلیات سعدی» با شرح و توضیح دکتر حسن انوری
«فرهنگ واژه نمای غزلیات سعدی» اثر مهین‌دخت صدیقیان
«چهار گفتار دربارهٔ ادب و دستور زبان فارسی (دستور زبان سعدی در گلستان، بوستان و غزلیات)» اثر نورالله ایزدپرست
«فرهنگ موضوعی غزل‌های سعدی» اثر مهشید مشیری
«فرهنگ بسامدی اوزان و بحور غزل‌های سعدی و حافظ» اثر مهشید مشیری
«تکوین غزل و نقش سعدی» از دکتر محمود عبادیان
«تحلیلی بر کاربرد هنری فعل در غزلهای سعدی» اثر نعمت‌الله ایران‌زاده
«نقد غزل و زیبانمایی سعدی شیرازی» اثر تقی وحیدیان کامیار
«دیوان غزلیات استاد سخن، سعدی شیرازی» اثر علی باغبان‌زاده و خلیل خطیب‌رهبر، زیر نظر محمد فرهادی (دو جلد)
«رندی در غزل‌های عاشقانهٔ سعدی» اثر بهروز ثروتیان
«غزلیات سعدی با معنی واژه‌ها و شرح ابیات و ذکر وزن و بحر غزل‌ها و برخی نکته‌های دستوری و ادبی» اثر خلیل خطیب‌رهبر
«سخندانی و زیبایی و غزلیات سعدی» اثر محمد روایی
«ص‍ی‍د ب‍ی‍اب‍ان ع‍ش‍ق: غ‍زل‌ه‍ا و ج‍ه‍ان‌ب‍ی‍ن‍ی س‍ع‍دی» اثر مهشید مشیری
«غزل‌های سعدی از نظر حافظ» اثر مسعود فرزاد

## رویکردهای نو
سعدی از دست خویشتن فریاد عنوان منتخبی از ابیات غزل‌های سعدی به انتخاب عباس کیارستمی است که خوانشی جدید از اشعار سعدی محسوب می‌شود. کیارستمی هر صفحه از کتاب را به یک بیت اختصاص داده و آن‌ها را براساس قافیه و ردیف طبقه‌بندی کرده‌ است. او در برخی از صفحات، بر خلاف رویه معمول، ابیات را به صورت سر و ته نوشته‌ است. این کتاب نه مقدمه‌ای دارد و نه فهرستی.